# تريزا أزوباردي
تريزا أزوباردي كاتبة ويلزية ولدت عام 1961، تم ترشيحها لجائزة بوكر (بالانجليزية Booker Prize ) وفازت بالعديد من الجوائز الأدبية الأخرى.

## حياتها
وُلدت أزوباردي في كارديف لأب مالطي وأم ويلزية. درست الكتابة الإبداعية في جامعة إيست أنجليا، وتعمل حاليًا كمحاضرة هناك. كما أنها حاصلة على ماجستير في دراسات السينما والتلفزيون من جامعة داربي.

## عملها
تدور رواية أزوباردي The Hiding Place حول المهاجرين المالطيين الذين عاشوا في الستينيات. على غير العادة بالنسبة لرواية أولى، تم ترشيحها لجائزة بوكر عام 2000. كما فازت بجائزة جيفري فابر التذكارية وتم ترشيحها لجائزة جيمس تايت بلاك التذكارية. أدرجت روايتها الثانية، Remember Me ، في القائمة المختصرة لكتاب ويلز لهذا العام. تم إدراج «وينترتون بلو (بالإنجليزية Winterton Blue)» في القائمة الطويلة لكتاب ويلز لعام 2008. كما أنها تكتب قصصًا قصيرة وتؤدي قراءات لراديوBBC . تُرجمت كتبها إلى 17 لغة.
تعيش أزوباردي حالياً في نورتش، شرق انجلترا.

## المسرد النقدي
- The Hiding Place, Picador, 2000 (ردمك 0-87113-815-8)
- Remember Me, Picador, 2003 (ردمك 0-330-49347-7)
- Winterton Blue, Grove Press, 2007 (ردمك 0-8021-1841-0)[4]
- The Song House, Picador, 2010 (ردمك 978-0-330-46103-0) ((ردمك 0330461036))

## الروابط الخارجية
- Profile at www.contemporarywriters.com
- NY times review of Winterton Blue
- Profile at Writers of Wales Database